# Jolin Tsai
Jolin Tsai, född 15 september 1980 i New Taipei i Taiwan, är en taiwanesisk sångerska.

## Diskografi
- 1019 (1999)
- Don't Stop (2000)
- Show Your Love (2000)
- Lucky Number (2001)
- Magic (2003)
- Castle (2004)
- J-Game (2005)
- Dancing Diva (2006)
- Agent J (2007)
- Butterfly (2009)
- Myself (2010)
- Muse (2012)
- Play (2014)
- Ugly Beauty  (2018)

## Turnéer
- J1 World Tour (2004-06)
- Dancing Forever World Tour (2006-09)
- Myself World Tour (2010-13)
- Play World Tour (2015-16)